# Oxyomus nubigenus
Oxyomus nubigenus är en skalbaggsart som beskrevs av Rudolph Petrovitz 1968. Oxyomus nubigenus ingår i släktet Oxyomus och familjen Aphodiidae. Inga underarter finns listade i Catalogue of Life.